# John Crow Mountains
De John Crow Mountains is een berggebied in het oosten van Jamaica. De naam John Crow werd voor het eerst geregistreerd in de jaren 1820 en komt van de Jamaicaanse naam voor de roodkopgier. Er is gesuggereerd dat het gebergte voorheen bekend stond als de "Carrion Crow Ridge", naar een eerdere naam voor de gier. De bergen strekken zich evenwijdig uit aan de noordoostkust van het eiland, in het westen begrensd door de oevers van de Rio Grande en samenkomend met het oostelijke uiteinde van de Blue Mountains in het zuidoosten. Het hoogste punt in het gebergte is iets meer dan 1.140 meter.
De John Crow Mountains zijn ook de thuisbasis van de bedreigde Papilio homerus, de grootste vlinder in Amerika. De meest bestudeerde en begrepen populaties van de afnemende soorten zijn te vinden waar de John Crow Mountains en de Blue Mountains samenkomen. De bergen zijn door BirdLife International aangewezen als Important Bird Area (IBA) omdat ze aanzienlijke populaties van veel Jamaicaanse vogelsoorten ondersteunen. Een deel van de John Crow Mountains ligt in het Blue and John Crow Mountains National Park, opgericht in 1992, dat wordt onderhouden door de Jamaicaanse overheid.
De John Crow Mountains werden in juli 2015 tijdens de 39e sessie van de Commissie voor het Werelderfgoed in Bonn als onderdeel van de Blue en John Crow Mountains samen met de Blue Mountains erkend als UNESCO gemengd (d.i. natuur- en cultureel) werelderfgoed en aan de werelderfgoedlijst toegevoegd. Het werd erkend omdat de site een ruig en uitgebreid bebost bergachtig gebied in het zuidoosten van Jamaica omvat, dat eerst een toevluchtsoord bood voor de inheemse Taíno's die op de vlucht waren voor de slavernij en vervolgens voor Marrons (voormalige tot slaaf gemaakte volkeren). Ze verzetten zich tegen het Europese koloniale systeem in deze geïsoleerde regio door een netwerk van paden, schuilplaatsen en nederzettingen op te zetten, die de Nanny Town Heritage Route vormen. De bossen boden de Marrons alles wat ze nodig hadden om te overleven. Ze ontwikkelden sterke spirituele connecties met de bergen, die zich nog steeds manifesteren door de immateriële culturele erfenis van bijvoorbeeld religieuze riten, traditionele geneeskunde en dansen. De site is ook een hotspot voor biodiversiteit voor de Caraïbische eilanden met een hoog aandeel endemische plantensoorten, met name korstmossen, mossen en bepaalde bloeiende planten.